# Ordoño III.
Ordoño III. (o. 926. — 956.) bio je kralj Leona od 951. godine pa do 956. godine.
Ordoño bijaše sin i nasljednik Ramira II. Leonskog te polubrat Sanča I. Debelog.

## Životopis
Kralj Ordoño III. pokušao je nastaviti očeva djela utvrđujući zemlju i kraljevsku vlast, a oženio se Urakom Fernández, kćerju grofa Fernána Gonzáleza.
Njegov sin Ordoño umro je vrlo mlad, a kći Terezija je postala redovnica. Bio je i otac Bermuda II., čija je majka možda bila očeva ljubavnica, konkubina, kći jednog grofa.